# Río Menéndez
El río Menéndez o río de las Varas es un corto río del norte de España, un afluente del río Cubia que discurre por el Principado de Asturias, en concreto por el concejo de Grado. 

## Nombre
Recibe indistintamente ambos nombres, además de los de Cuaya y Santu Adrianu. Es más usado el nombre de las Varas, y cartográficamente suele predominar el de Menendi, pero castellanizado Menéndez.
Se documenta como «flumen Qualia» [a. 857] y «río de las Varas» [a. 1289]. El antropónimo «Menendi» queda registrado en los años 1090 y 1178.

## Curso
Este río discurre principalmente por la parroquia de Coalla, (Cuaya en asturiano), aunque nace en las proximidades de Santo Adriano del Monte y transcurre por esta misma parroquia y por la de Sama de Grado antes de acceder a la de Coalla. Pasa cerca de las poblaciones de Loredo (Llauréu en asturiano), La Asniella (La Esniella), Coalla (Cuaya) y Coallajú (Cuainxú), todas ellas de la parroquia de Coalla. Además circunvala la parroquia de Rañeces y confluye en el Río Cubia a la altura de Alcubiella (La Mata).